# Крижана буря

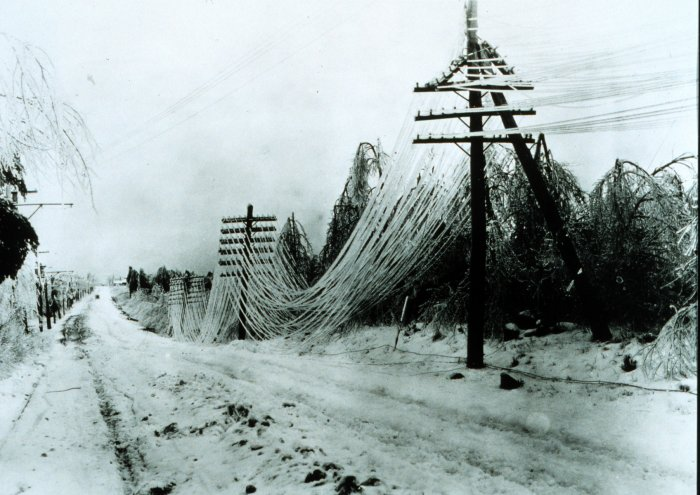
Пошкоджена крижаною бурею лінія електропередач

Крижана́ бу́ря (інші назви — крижани́й дощ, крижаний шторм) — атмосферне явище, пов'язане з інтенсивним випаданням дощу, який, досягнувши земної поверхні, негайно замерзає.

## Механізм виникнення
Явище виникає при існуванні температурної інверсії, коли при землі температура повітря нижча від точки замерзання (нижча 0 °C), а в зоні утворення дощу — температура додатня (вища 0 °C).
Краплі дощу, потрапляючи на переохолоджену поверхню, швидко замерзають — відбувається так зване миттєве замороження (це явище має також назву моментальний лід). Тоді дощ може замерзнути на гілках, стеблах і листі рослин, лініях електропередач, машинах, будинках тощо, тимчасово огортаючи їх крижаною оболонкою. Із збільшенням товщини крижаного панцира різко зростає його маса, що призводить до ламання гілок і навіть цілих дерев, обривів ліній повітряних комунікацій; інколи навіть ламаються металеві опори ЛЕП та завалюються дахи будинків.
Нерідко це атмосферне явище завдає значних збитків і класифікується як природний катаклізм (з важкими наслідками та людськими жертвами). Такими, наприклад, були крижані бурі в Північній Америці (1998 і 2007 рр.), в Москві (2010 р.).
В Україні також трапляються крижані бурі, в тому числі з важкими наслідками. Так значних збитків завдала крижана буря в Харкові 6, 7 грудня 2012 року, а також у Львові та північній частині Львівської області 21—24 січня 2013 року, коли понад 300 населених пунктів (деякі впродовж 4—6 днів) залишилось без електроенергії.
Незважаючи на грізні наслідки, крижана буря також викликає захоплення свою незвичною красою, особливо у дні, коли після замерзання дощу встановлюється морозна і безхмарна погода. Тоді в сонячному промінні все довкола, наче кришталь, виблискує і переливається різним барвами.